# Liberté (album de Gilbert Montagné)
Pour les articles homonymes, voir Liberté (homonymie).
 (décembre 2022).
Si vous disposez d'ouvrages ou d'articles de référence ou si vous connaissez des sites web de qualité traitant du thème abordé ici, merci de compléter l'article en donnant les références utiles à sa vérifiabilité et en les liant à la section « Notes et références ».
Albums de Gilbert Montagné
Ta vie
(1981) Live à l'Olympia
(1984)
Liberté est un album sorti en 1984, qui contient quatre des plus grands succès de Gilbert Montagné : On va s'aimer, J'ai le blues de toi, Les Sunlights des tropiques et Liberté.

## Liste des titres
| 1. | J'ai le blues de toi        |  |
| 2. | Liberté                     |  |
| 3. | Les Sunlights des tropiques |  |
| 4. | On va s'aimer               |  |
| 5. | Viens vite                  |  |

| 1. | Fous de musique |  |
| 2. | Près de toi     |  |
| 3. | Si je l'aime    |  |
| 4. | Take your time  |  |
| 5. | Musicienne      |  |